# Stenbron, Tartu

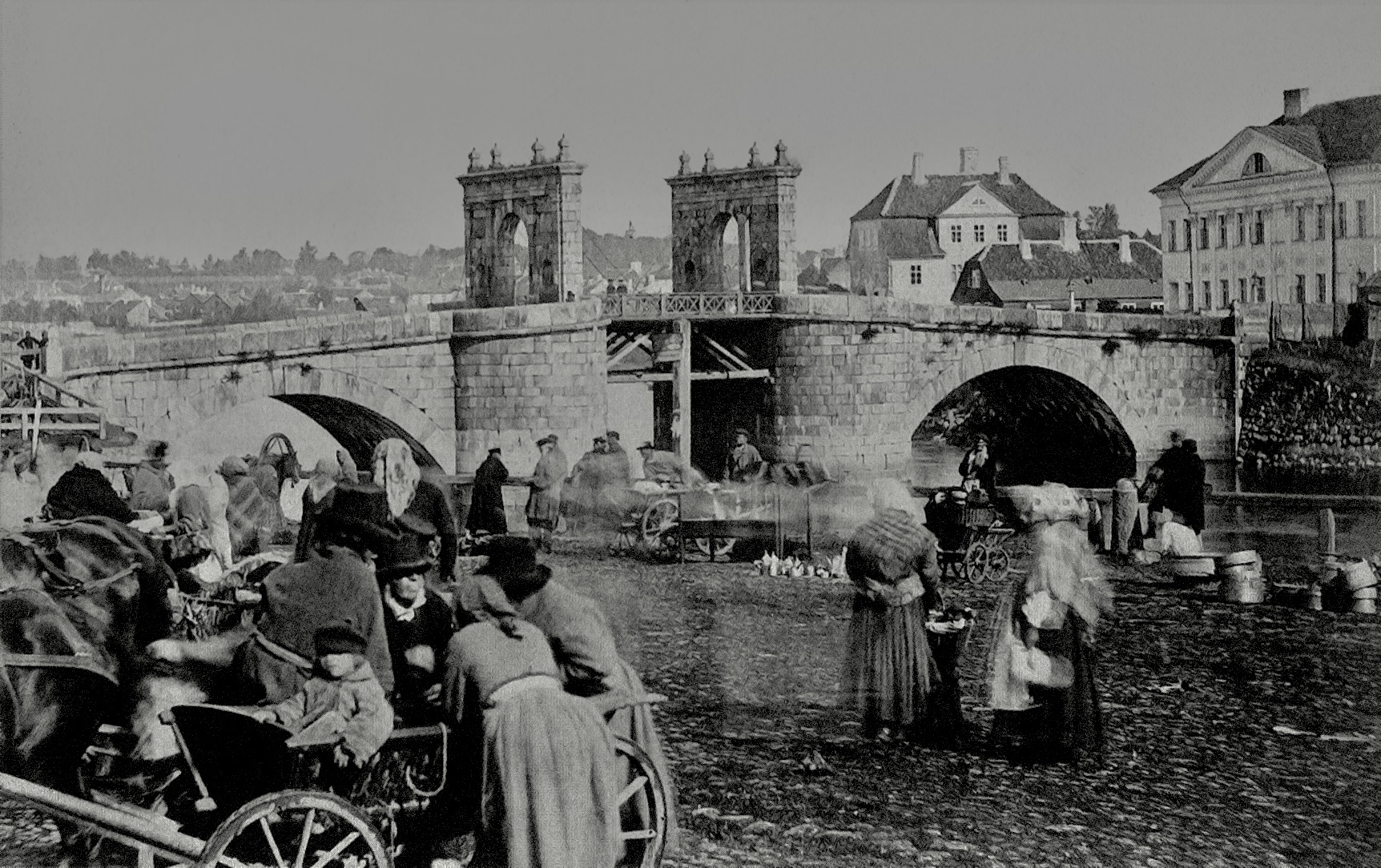
Stenbron omkring 1880

Stenbron (estniska: Kivisild) var en bro över floden Emajõgi i Tartu i Estland. Den gick mellan Rådhustorget i den centrala delen av Tartu och stadsdelen Ülejõe. Den ersattes efter andra världskriget av gång- och cykelbron Kaarsild ("den välvda bron").
Stenbron byggdes efter den stora stadsbranden i Tartu 1775 på initiativ av generalguvernären Jurij Jurjevitj Browne. Byggnationen börjad 1779, och bron stod färdig 1784.
Bron demolerades 1941 under andra världskriget.

## Bildgalleri

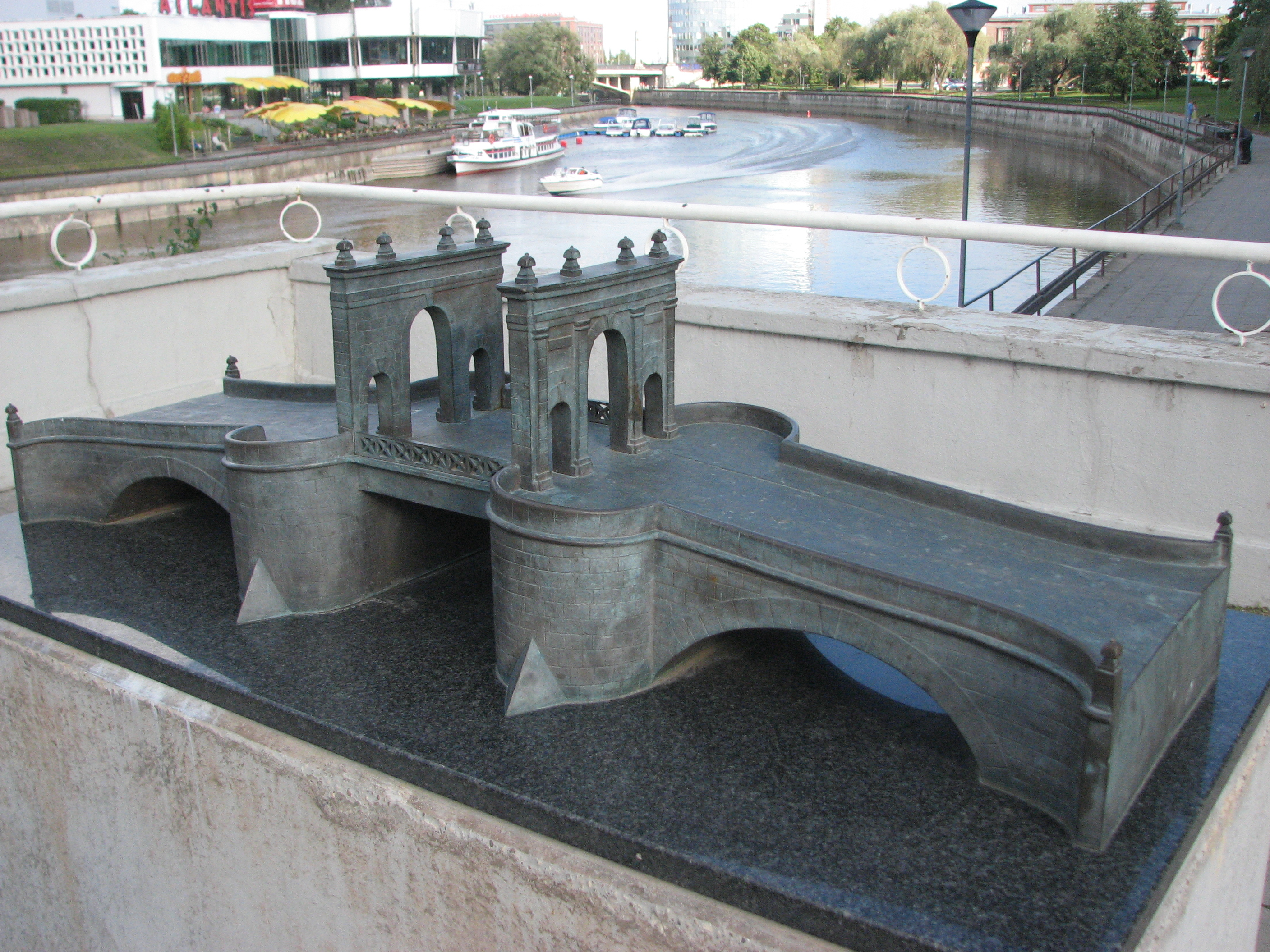
Modell av Stenbron, gjord av Tiiu Kirsipuu 2004
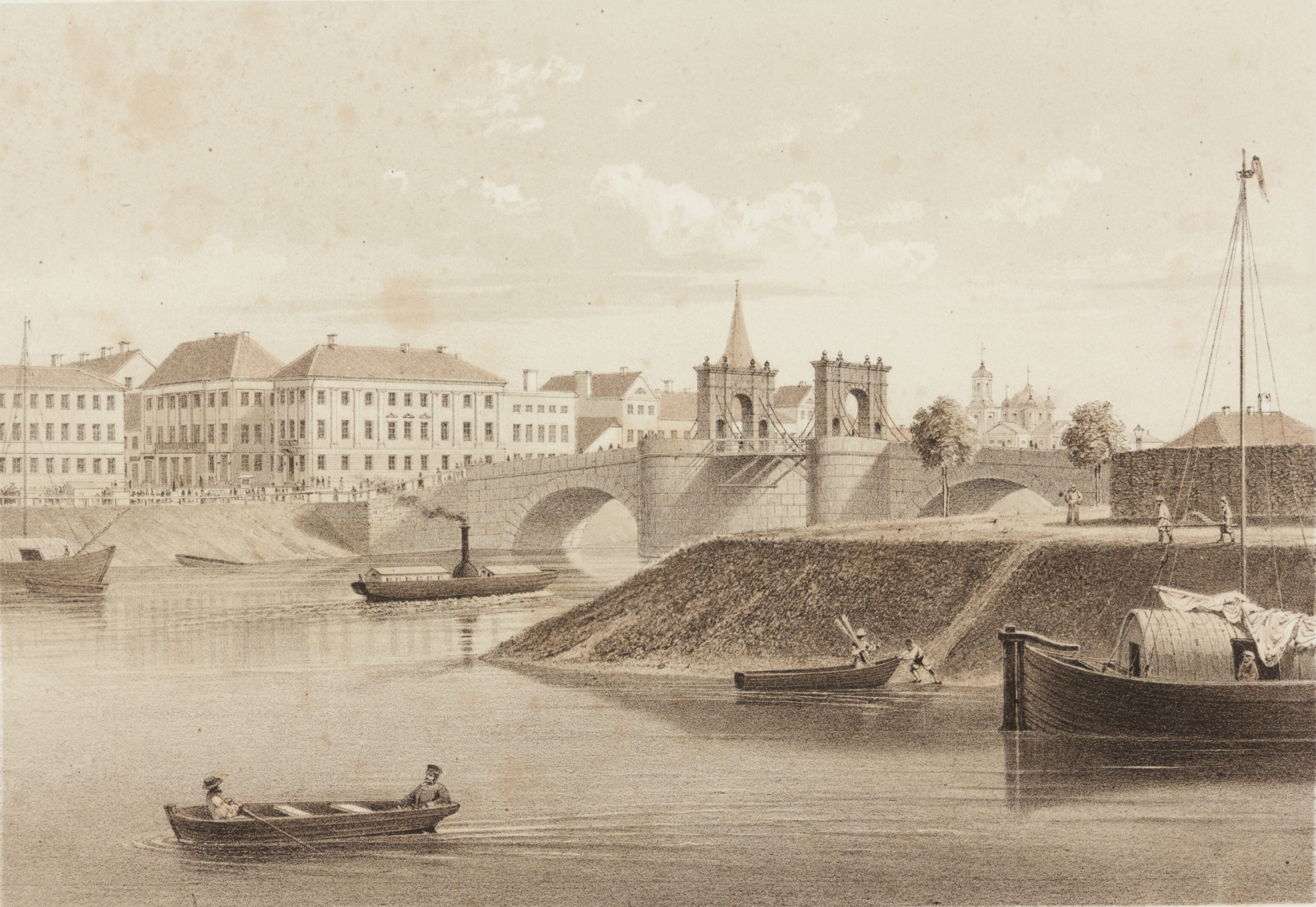
Louis Höflingers litografi av Stenbron 1860
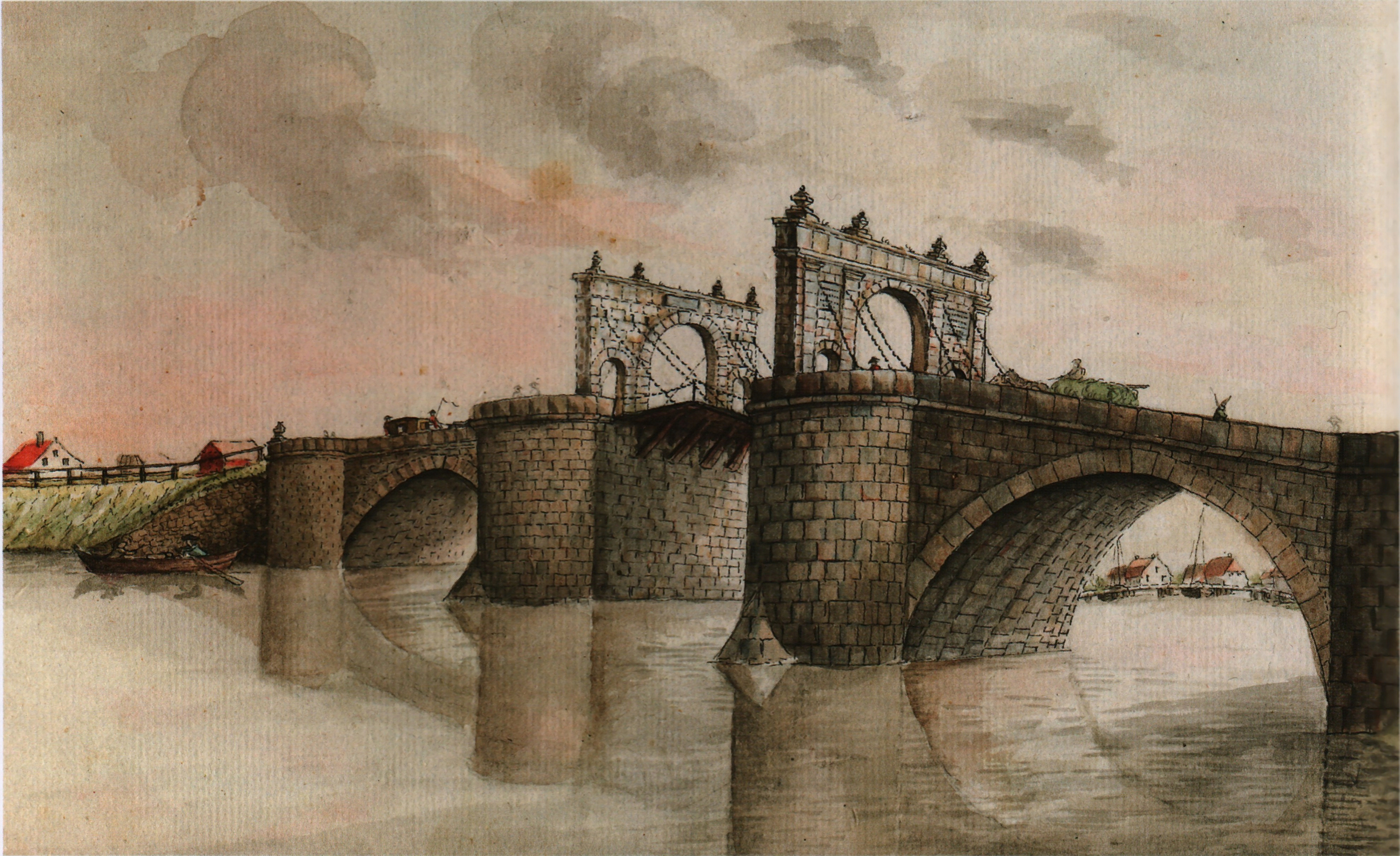
Eduard Philipp Körber: Stenbron, 1800
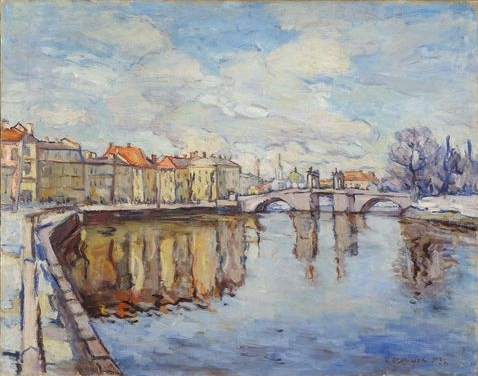
Villem Ormisson: Gamla Tartu, oljemålning 1937
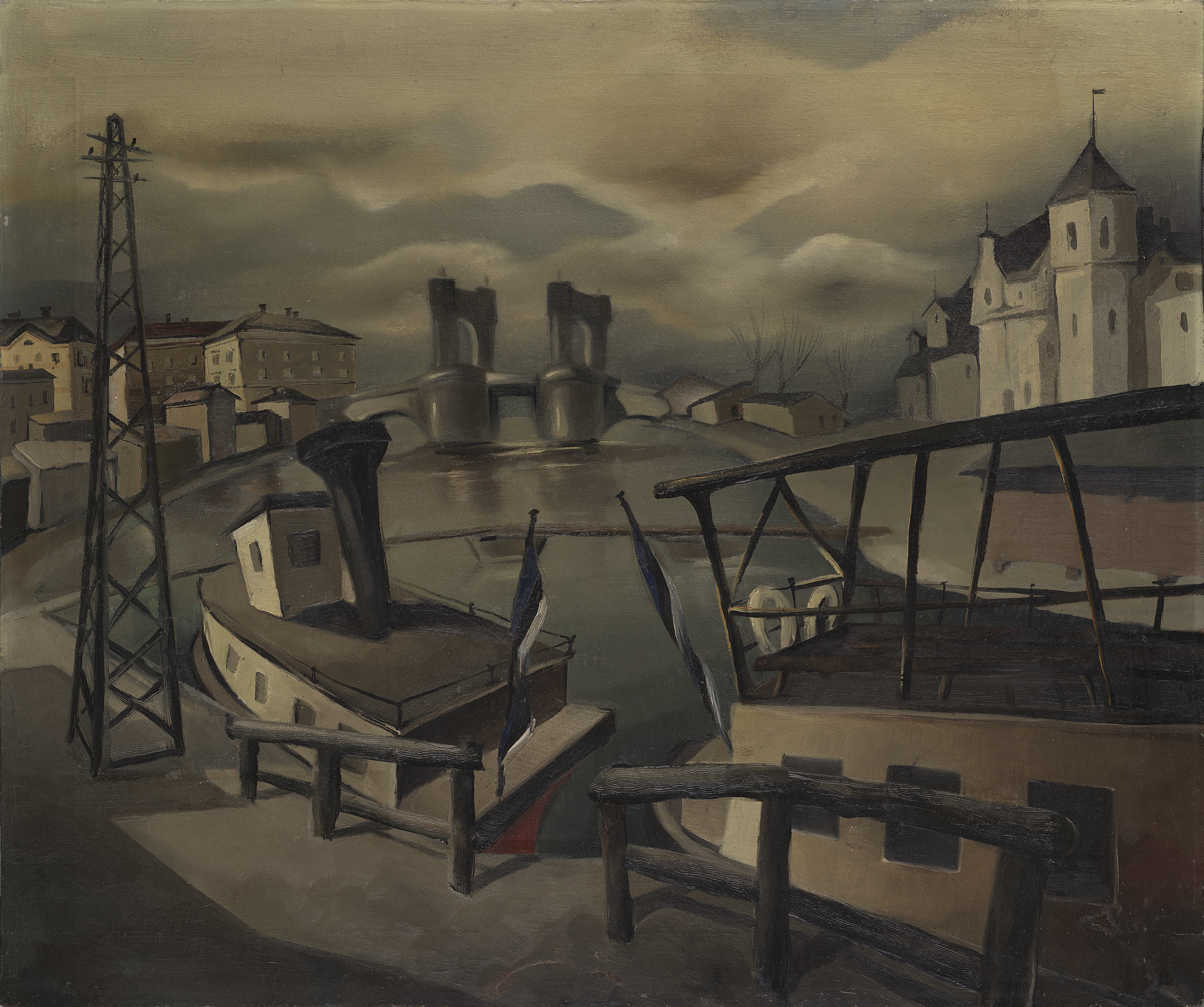
Hando Mugasto: Tartu stenbro, oljemålning 1931